# Trichogorgia flexilis
Trichogorgia flexilis är en korallart som beskrevs av Sydney John Hickson 1905. Trichogorgia flexilis ingår i släktet Trichogorgia och familjen Chrysogorgiidae. Inga underarter finns listade i Catalogue of Life.